# دائرة باب العسة (ولاية تلمسان)
باب العسة إحدى دوائر ولاية تلمسان عاصمتها باب العسة. وتضم كل من بلديات:
- باب العسة
- السواني
- سوق الثلاثة